# Selmar Schönland
Selmar Schonland (15 août 1860 – 22 avril 1940), fondateur du département de botanique de l'Université Rhodes, était un immigrant allemand, qui a rejoint la partie orientale de la Colonie du Cap en 1889, pour y prendre le poste de conservateur de l'Albany Museum. 

## Biographie
Il est venu à Grahamstown après un doctorat à l'Université de Hambourg et un poste à l'Université d'Oxford (de 1886 à 1889, en tant que conservateur du Fielding Herbarium - collection de plantes non-britanniques - et maître de conférences en botanique). Travaillant sous la direction du prof. Sir Isaac Bayley Balfour et du prof. Sydney Howard Vignes, il a développé un intérêt pour la famille des Crassulaceae et contribué à l'ajout de ce groupe dans la classification de Engler et Prantl, Natürl. Pflanzenfamilien. Sa venue au conservatoire, à Grahamstown lui a donné l'occasion d'élargir ses intérêts et de développer le deuxième plus grand herbier d'Afrique du Sud, qui avait été créé par W. G. Atherstone en 1860. Son beau-père, Peter MacOwan, en avait été le conservateur honoraire de 1862 à 1869, avant de déménager à Somerset East. Lorsque MacOwan a pris sa retraite de son poste de directeur du Jardin Botanique du Cap et de conservateur de l'Herbarium du Gouvernement du Cap, il est revenu à Grahamstown et a assisté Schonland dans le développement de l'herbier.
Schonland a approché un des administrateurs de la Rhodésie, le Dr. Leander Starr Jameson pour l'aider à son financement. Jameson, en passe d'être élu Membre du Parlement d'Albany et Premier Ministre de la Colonie du Cap, a promis 50 000 £, sans consulter ses collègues du conseil d'administration. Au départ, ils ont refusé de confirmer la subvention ; puis, convaincus par Schonland, ils sont allés au-delà des actions privilégiées de De Beers, instaurant par une Loi du Parlement du 31 mai 1904 une subvention de 50 000 £ à l'Université Rhodes. Quand fut venu le temps du départ en retraite de Schonland, le Département de Botanique de l'Université de Rhodes était devenue une centre reconnu de recherche taxonomique et d'enseignement en Afrique du Sud. Il a joué un rôle de premier plan dans l'étude de la flore d'Afrique du Sud initiée par le Pole Evans.
Il fut un membre fondateur de l'Association sud-africaine pour l'Avancement des Sciences, membre honoraire de la Société Géologique d'Afrique du Sud, membre fondateur et administrateur de la Société Royale d'Afrique du Sud. Son nom était à l'origine Schönland, mais il a par la suite abandonné le tréma. Plusieurs plantes ont été baptisées en son hommage : Schoenlandia L. Bol., Euphorbia schoenlandii Pax, Brachystelma schonlandianum Schltr. et Sebaea schoenlandii Schinz.
Selmar Schonland a épousé Flora, la fille de Peter MacOwan en 1896, il fut le père de Sir Basil Schonland, qui a grandement participé à la recherche sur la foudre et au développement du radar.

## Publications
- Botanical Survey of SA : Phanerogamic Flora of the Division of Uitenhage and Port Elizabeth : Memoir No.1 (1919)
- Botanical Survey of SA : South African Cyperaceae : Memoir No.3
- Revision of the South African species of Rhus : Bothalia (1930)